# محمد صالح إبراهيم الدلال
محمد صالح إبراهيم علي الدلال المعروف باسم محمد الدلال (ولد في 1919 في بلاد القديم، - توفي في 19 نوفمبر 2015 في البحرين) ناشط حقوقي ومراسل صحفي بحريني يساري قومي عروبي.

## النشأة والتعليم
ولد في البلاد القديم عام 1919 باسم فتيل إبراهيم علي آل رقية ولكن في يوم ولادته طلب رجل الدين خلف العصفور من والده تغيير اسم المولود فورا من فتيل إلى محمد صالح بينما قام والدته بتغيير اللقب من آل رقية إلى الدلال نسبة إلى خاله عبد الحسين. ثم انتقل الدلال إلى المنامة حيث نشاط والده التجاري. عندما بلغ الصغير العاشرة من عمره طلب من والده الالتحاق بالمدرسة للتعلم فكانت ردة فعل والده أن صفعه وقال له: «ماذا تقول؟ تريد الذهاب إلى منبع الكفر».

## المسيرة المهنية والحقوقية
شارك في تأسيس نادي العروبة العام 1939. بعد وفاة والده إبراهيم أصبح الدلال رب الأسرة ولذلك التحق بالعمل في شركة نفط البحرين (بابكو)وترى كان سني.
بعد فصله من العمل في شركة نفط البحرين هاجر الدلال برفقة زوجته وأبنائه الثلاثة آنذاك شوقي وسامي وفوزية إلى العراق العام 1950 وعمل مراسل صحافي وبالتجارة في بغداد كخطوة أولى غير أن تدهور الوضع الاقتصادي في بغداد بعد ثورة عبد الكريم قاسم في 1958. كان خارج البحرين عند تشكيل هيئة الاتحاد الوطني في العام 1956 وظل متواصل مع أعضائها الذين ربطتهم به علاقة وطيدة استمرت لسنوات طويلة. كان شاهد على الحركة الشعبية في العراق خلال الخمسينيات للإطاحة بحلف بغداد ثم ثورة 14 يوليو 1958. في عام 1959 حصل على عرض للعمل في وظيفة محاسب في وزارة التربية والتعليم في الكويت لمدة عام كامل.
انتقل إلى العاصمة السورية دمشق في 2 أغسطس 1960. أصبحت عائلة الدلال أول عائلة بحرينية تستوطن دمشق. وشهد الأحداث الكبرى التي مر بها العالم العربي في مطلع الستينيات وترجم هذا الطموح إلى سلسلة طويلة من الرسائل إلى الزعماء والمثقفين العرب في الستينيات من القرن العشرين.
حرص على توفير أفضل مستويات التعليم لأبنائه. وعلى مدى سنوات من الترحال في ربوع الوطن العربي الكبير كون مكتبة زاخرة بشتّى أنواع المعارف ضمت أمهات الكتب العربية في التاريخ والفلسفة والآداب والعلوم والاقتصاد. وقد شاءت الظروف أن تتوزع ذخائر هذه المكتبة القيمة بين البحرين ودمشق ولندن. كان منزله مضافةً للأهل والأصدقاء ممن يحل بهم الرحال في بغداد أو في دمشق.

## الحياة الشخصية
متزوج من زهرة محمد جواد الجشي ولديه ابنين وبنتان وهم: فوزية وشوقي وسامي وابتسام.

## الوفاة
توفي يوم الخميس الموافق 19 نوفمبر 2015. دفن في اليوم التالي في مقبرة المنامة.

## المؤلفات
قام بتأليف سيرة ذاتية له بعنوان «سلالم الذاكرة، رحلة في ربوع وطن».

## طالع أيضًا
- هيئة الاتحاد الوطني